# Сухарев, Сергей Владимирович (политик)
Сергей Владимирович Сухарев (род. 9 февраля 1954) — российский политический деятель. Депутат Государственной Думы второго созыва (1995—1999).

## Биография
Окончил Воронежский государственный университет имени Ленинского комсомола по специальности «историк, преподаватель истории и обществоведения». Кандидат исторических наук.
Перед избранием в состав Государственной думы Федерального собрания Российской Федерации II созыва был проректором Белгородской государственной сельскохозяйственной академии. 27 декабря 1996 года получил мандат депутата вместо сложившего полномочия Ю. Е. Лодкина.
Член фракции Коммунистической партии Российской Федерации. Член комитета ГД по информационной политике и связи.